# Masaveu of Asturies 1977
Il Masaveu of Asturies 1977 è stato un torneo di tennis giocato sul cemento indoor. Si è giocato a Oviedo in Spagna. È stata la 1ª edizione del torneo che fa parte del Colgate-Palmolive Grand Prix 1977. Il torneo si è giocato dal 21 al 27 novembre 1977.

## Campioni

### Singolare maschile
Eddie Dibbs ha battuto in finale  Raúl Ramírez con il punteggio di 6–4 6–1

### Doppio maschile
Fred McNair /  Sherwood Stewart hanno battuto in finale  Jan Kodeš /  Raúl Ramírez con il punteggio di 6–3, 6–1